# Bernard Lama
Bernard Lama (* 7. April 1963 in Saint-Symphorien (Indre-et-Loire)) ist ein ehemaliger französischer Fußballtorwart und späterer Fußballtrainer.

## Karriere
Lama absolvierte zwischen Februar 1993 und September 2000 44 Länderspiele für die französische Nationalmannschaft. Er wurde 1994 in Frankreich zum Fußballer des Jahres gewählt und stand bei der Europameisterschaft 1996 im Tor für Frankreich. 1997 war ein Dopingtest bei Lama positiv auf Cannabis und er wurde für vier Monate gesperrt.
1998 trug er zwar wiederum in der Nationalmannschaft die Rückennummer 1, saß aber bei der Weltmeisterschaft 1998 im eigenen Land hinter Fabien Barthez nur auf der Ersatzbank. Bei der Europameisterschaft 2000 durfte er beim letzten Gruppenspiel, als das Weiterkommen schon feststand, gegen die Niederlande spielen.
Bernard Lama beendete seine aktive Karriere 2001.
Im Juli 2006 übernahm er den Posten des kenianischen Nationaltrainers. In seinem Debüt als Trainer unterlag seine Mannschaft der eritreischen Fußballnationalmannschaft. Nach zwei Monaten im Amt wurde er von Tom Olaba ersetzt.

## Erfolge und Auszeichnungen
- Weltmeister: 1998
- Europameister: 2000
- Europapokalsieger der Pokalsieger: 1996
- Französischer Meister: 1994
- Französischer Pokalsieger: 1993, 1995
- Französischer Supercupsieger: 1995
- Frankreichs Fußballer des Jahres: 1994
- Étoile d’Or: 2000
- Platz 4 der Bestenliste französischer Torhüter von France Football (Oktober 2006)